# OGLE-2005-BLG-390L
OGLE-2005-BLG-390L (OGLE-05-390L) は、天の川銀河の中心付近に位置する天体である。M型の赤色矮星である可能性が95%、白色矮星である可能性が4%、中性子星またはブラックホールである可能性が1%未満と考えられていて、質量は太陽の0.22±0.1倍。赤経17:54:19.2, 赤緯-30:22:38 (J2000)、太陽系からの距離が21,500 ± 3300 光年 (6.6 ± 1.0 kpc)に位置する。惑星が一つ発見されている。
OGLE-2005-BLG-390Lは太陽系からみるとさそり座に位置する。

## 惑星
- OGLE-2005-BLG-390Lb - 地球の5.5倍の質量を持ち、OGLE-2005-BLG-390Lから2.6AUの距離を公転している。軌道要素の殆どが知られていない。

| 名称 （恒星に近い順） | 質量    | 軌道長半径 （天文単位） | 公転周期 (日) | 軌道離心率 | 軌道傾斜角 | 半径 |
| --------------------- | ------- | ----------------------- | ------------- | ---------- | ---------- | ---- |
| b                     | ~5.5 M⊕ | 2.6                     | ~3500         | —          | —          | —    |